# Été 44
Pour plus de détails, voir Fiche technique et Distribution.
Été 44 est un téléfilm réalisé par Patrick Rotman, diffusé en 2004.

## Synopsis
Le documentaire a pour sujet la libération de la France durant l'été 1944 au travers des figures historiques : De Gaulle, Roosevelt, Pétain et des mouvements de résistance, armées engagées dans le conflit.

## Fiche technique
- Titre : Été 44
- Réalisateur : Patrick Rotman
- Scénario : Patrick Rotman
- Montage : Arnaud Beigel et David Korn-Brzoza
- Société de production : Kuiv Productions
- Pays :  France
- Genre : Documentaire
- Durée : 112 minutes
- Date de sortie : 31 mai 2004